# Heptán
A heptán egy telített szénhidrogén, hét szénatomos alkán.
Könnyen éghető folyadék. Vízben oldhatatlan, szerves oldószerekben (alkohol, benzin, benzol, szén-tetraklorid stb.) oldódik. A kőolaj alkotórésze.
Neve a görög hepta (επτά), közvetve a szanszkrit sapta szóra vezethető vissza; mindkettő 7-et jelent.
Az oktánszám mérésének alapja: a 0 oktánszámú anyag.

## Fizikai és kémiai tulajdonságai
A forráspontja +98,4 °C, a sűrűsége 0,6837 g/ml (20 °C-on). A fűtőértéke nagyobb a hexánénál. Kilenc szerkezeti izomerje létezik, ezek között vannak kiralitáscentrumot is tartalmazó vegyületek (a szerkezeti képletekben *-gal jelölve), melyeknél fellép az optikai izoméria jelensége is.
- heptán (n-heptán), H3C–CH2–CH2–CH2–CH2–CH2–CH3,
- 2-metilhexán (izoheptán), H3C–CH(CH3)–CH2–CH2–CH2–CH3,
- 3-metilhexán, H3C–CH2–C*H(CH3)–CH2–CH2–CH3 (királis),
- 2,2-dimetilpentán (neoheptán), (H3C)3–C–CH2–CH2–CH3,
- 2,3-dimetilpentán, (H3C)2–CH–C*H(CH3)–CH2–CH3 (királis),
- 2,4-dimetilpentán, (H3C)2–CH–CH2–CH–(CH3)2,
- 3,3-dimetilpentán, H3C–CH2–C(CH3)2–CH2–CH3,
- 3-etilpentán, H3C–CH2–CH(CH2CH3)–CH2–CH3,
- 2,2,3-trimetilbután, CH3–C(CH3)2–CH(CH3)–CH3